# NGC 3104
NGC 3104 é uma galáxia irregular (IBm) localizada na direcção da constelação de Leo Minor. Possui uma declinação de +40° 45' 26" e uma ascensão recta de 10 horas, 03 minutos e 57,1 segundos.
A galáxia NGC 3104 foi descoberta em 18 de Março de 1787 por William Herschel.